# Марк Фадий Галл
Марк Фа́дий Галл (лат. Marcus Fadius Gallus; умер после 45 года до н. э.) — древнеримский всадник и публикан, друг Цицерона, к которому обращены многие его письма (в сочинении «Ad Familiares», VII, 23—26) и который часто упоминается в его сочинениях.

## Биография
По всей видимости, Марк был весьма образованным человеком, придерживавшимся эпикуреизма. Он написал похвальное слово в честь Марка Порция Катона Утического (45 год до н. э.). Известно, что у Марка был старший брат, Квинт Фадий Галл.